# Banff Harbour

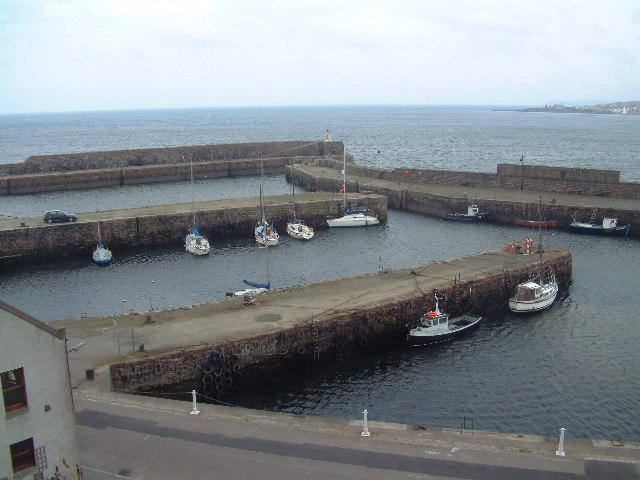
Banff Harbour

Der Banff Harbour ist eine Hafenanlage in der schottischen Kleinstadt Banff in der Council Area Aberdeenshire. 1972 wurde das Bauwerk in die schottischen Denkmallisten in der höchsten Denkmalkategorie A aufgenommen.

## Geschichte
In Blaeus Atlas Maior sowie in den Kartenwerken Adairs und Roys waren im 17. beziehungsweise 18. Jahrhundert bereits ein Hafen in Banff verzeichnet. Dieser befand sich ein kurzes Stück südlich im Ästuar des Deveron. Nachdem sich der Flusslauf in dem sandigen, schwierig zu navigierenden Ästuar verschoben hatte, wobei auch neue Sandbänke entstanden waren, wurde der Ruf nach einem neuen Hafen laut. Im Jahre 1701 wurde auf die bevorstehende Versandung des bestehenden Hafens hingewiesen. Auch die Errichtung einer Mauer am Ostufer, durch welche eine schnellere Strömung mit geringerer Sandablagerung erzeugt werden sollte, verfehlte ihren Zweck. Die Anlage eines zweiten Hafens wurde möglicherweise bereits in der ersten Hälfte des 17. Jahrhunderts begonnen, jedoch zunächst nicht abgeschlossen. Laut Aufzeichnungen besaß Banff 1769 zwei Häfen, die jedoch für größere Schiffe ungeeignet waren.

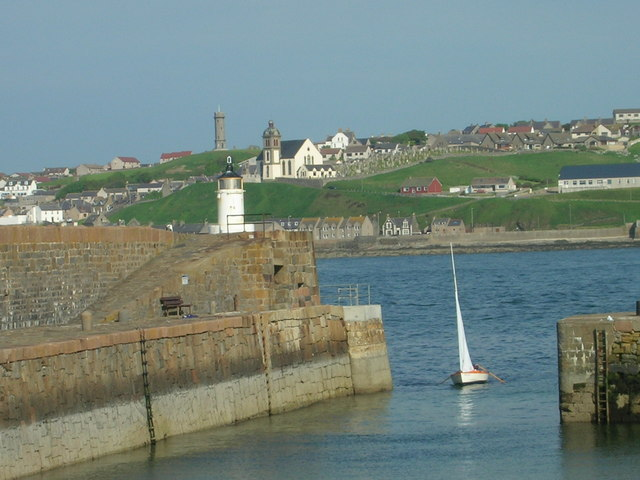
Hafenausfahrt mit dem kleinen Molenfeuer

Für den Bau des Banff Harbour wurde der bedeutende britische Ingenieur John Smeaton gewonnen. Smeaton nutzte die Position des neueren der beiden Häfen. Die Grundsteinlegung erfolgte am 11. April 1770. Für Überwachung der 1775 abgeschlossenen Arbeiten und Reisespesen stellte Smeaton 24 £ in Rechnung. Ab 1818 wurde die Anlage substanziell erweitert. Die durch Thomas Telford geplante Erweiterung schlug mit 20.000 £ zu Buche. Aus der prosperierende Heringfischerei in der Mitte des Jahrhunderts resultierten weitere Modernisierungen. Um 1890 erhielt der Hafen ein kleines Molenfeuer. Im Laufe des 20. Jahrhunderts wurde eine Pillbox am Hafen errichtet.

## Beschreibung
Der Hafen liegt am linken Deveron-Ufer direkt an der Mündung in den Moray Firth. Am gegenüberliegenden Ufer befindet sich die Kleinstadt Macduff, die über einen eigenen Hafen verfügt. Hafenmauern grenzen das grob dreieckige Hafenbecken ein, das durch zwei geradlinige Piere in drei Becken unterteilt ist. Das Mauerwerk besteht aus grob zu Quadern behauenem Bruchstein mit einigen neueren Betonarbeiten. Die getarnte Pillbox, auf die sich der Denkmalschutz explizit erstreckt, befindet sich in einer Begrenzungsmauer an der Westseite. Sie besitzt einen Raum mit zwei Schießscharten. Ihr schmaler Eingang ist heute versperrt.